# تروجان‌های مشتری
| تروجان‌های‌مشتری خانواده هیلدا | کمربند سیارک‌ها مدارِ سیاره‌ها |

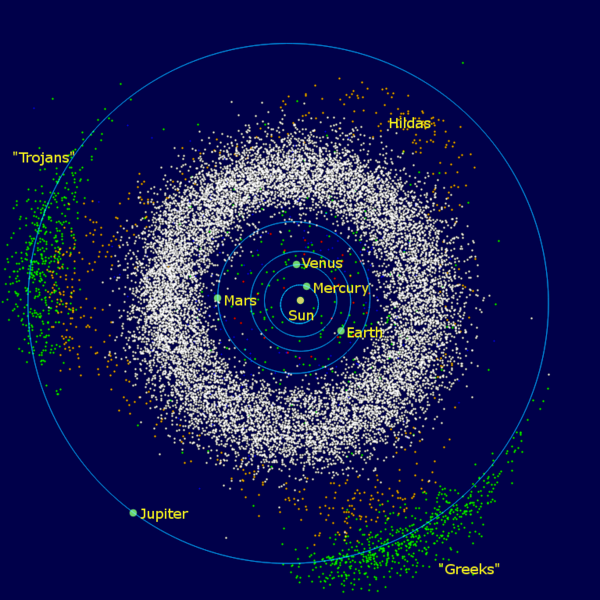
سیارک‌های منظومه شمسی و مشتری.
تروجان‌های مشتری به دو گروه تقسیم می‌شوند: «اردوگاه یونانی» پیش‌تر و «اردوگاه تروجان» پشت سر مشتری در مدار مشترک خود در حرکتند.

تروجان‌های مشتری (به انگلیسی: Jupiter trojans)؛ که بیشتر؛ سیارک تروجان یا فقط تروجان نامیده می‌شوند، گروه بزرگی از سیارک‌ها هستند که در همان مدار گردش سیارهٔ مشتری به دور خورشید قرار دارند و از این نظر با این سیاره هم‌مدار هستند. هر یک از این تروجان‌ها در این مدار مشترک، در اطراف یکی از دو نقطهٔ لاگرانژیِ پایدارِ (L4، و L5)، قرار گرفته و نسبت به سیارهٔ مشتری، رخ‌گردی می‌کند. همیشه نقطهٔ پایدارِ (L4 ال۴) در °۶۰ درجه پیش‌تر، و (L5 ال۵)، به فاصلهٔ °۶۰ درجه در پیِ این سیاره، و در مسیر مدار آن قرار دارند. تروجان‌های مشتری در دو منطقه به شکلِ دو منحنیِ کشیده (یا هلال) در پیرامون این دو نقطهٔ لاگرانژی خود، با میانگین نیم‌قطر بزرگ در حدود ۵٫۲ یکای کیهانی پراکنده و توزیع شده‌اند.
نخستین تروجان مشتری که کشف شد، آشیل ۵۸۸ بود که در سال ۱۹۰۶ اخترشناس آلمانی ماکس ولف آن را پیدا کرد. روی‌هم‌رفته، تا ژانویهٔ سال ۲۰۱۵، شمار تروجان‌های یافته‌شدهٔ مشتری ۶۱۷۸ تروجان بوده است. برابر کنوانسیون مربوط، هر یک از تروجان‌ها به نام یکی از چهره‌های اسطوره‌ای جنگ تروآ نام‌گذاری می‌شود؛ جایی که نام «تروجان» را هم از آن بر گرفته‌اند. اخترشناسان بر این باورند که شمار سراسری تروجان‌های مشتری با قطر بزرگتر از ۱ کیلومتر نزدیک به ۱ میلیون است؛ نزدیک به همان تعدادِ سیارک‌های بزرگتر از ۱ کیلومتر در کمربند سیارک‌ها. همانند سیارک‌های کمربند اصلی، تروجان‌های مشتری هم خانواده تشکیل می‌دهند.
تروجان‌های مشتری بدنی تیرهٔ نزدیک به قرمز، و طیفی بی‌محتوا دارند. هیچ‌گونه گواه روشنی از حضور آب، یا هر ترکیب ویژهٔ دیگری در سطح آنها به دست نیامده است، اما گمان می‌رود که آنها دارای پوششی از تولین باشند؛ پلیمرهای آلی که در اثر تابش خورشیدی تشکیل شده‌باشند.
چگالی تروجان مشتری (که با بررسی داده‌های سیارک‌های دوتایی یا منحنی نور چرخشی اندازه‌گیری شده‌اند) بین ۰٫۸ تا ۲٫۵ گرم‌بر g·cm−3 . متفاوت است· گمان می‌رود تروجان‌های مشتری که در مدار آن سیاره گرفتار آمده‌اند، در طول مراحل نخستین شکل‌گیری سامانه ی خورشیدی یا کمی پس از آن، در طول مهاجرت سیاره‌های غول پیکر، در مدار کنونی خود گرفتار آمده‌اند.

## تاریخچهٔ کشف و مشاهده

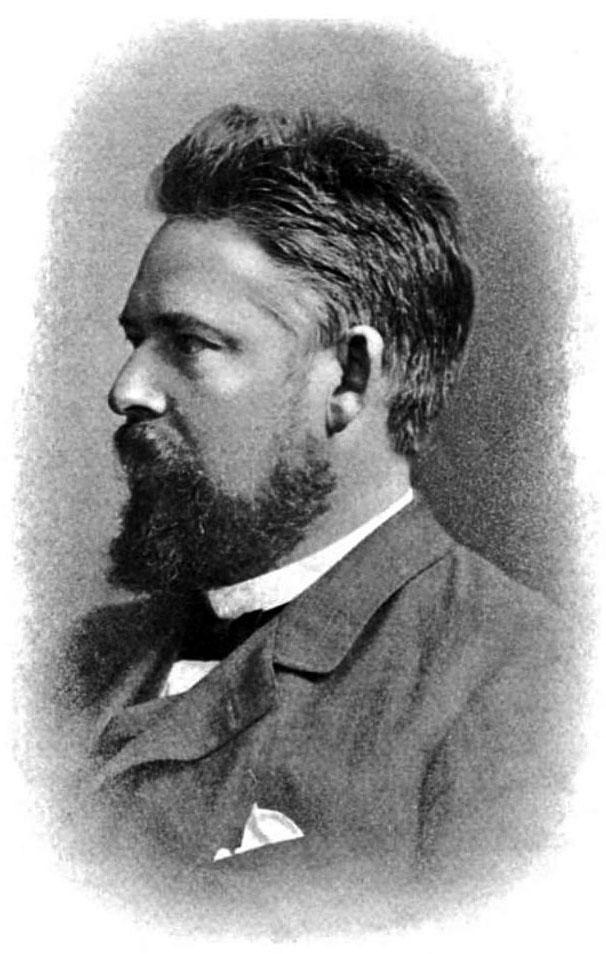
Maximilian Franz Joseph Cornelius Wolf (1890)—the discoverer of the first trojan

در سال ۱۷۷۲، ریاضیدان زادهٔ ایتالیا، ژوزف لویی لاگرانژ، در بررسیِ چیستان یک مدار و سه جرم، پیش‌بینی کرد: اگر یک جرم کوچک در گردش به دور خورشید با یک سیاره هم‌مدار باشد اما ۶۰ درجه جلوتر یا پشت سر آن سیاره قرار داشته باشد، ِآن جرم کوچک، در نزدیکی این نقاط به دام افتاده است. جرمِ به دام‌افتاده به آرامی در اطراف نقطهٔ تعادل در یک مدار قورباغه‌ای یا مدار نعل اسبی رخ‌گردی خواهد کرد. این نقاطِ پیشاپیش و انتهایی نقاط L4 و L5 لاگرانژ نامیده می‌شوند.
با این همه، تا بیش از یک سده پس از فرضیهٔ لاگرانژ، هیچ سیارکی که در نقاط لاگرانژ به دام افتاده باشد، مشاهده نشد. تروجان‌هایی که در ارتباط با مشتری کشف شدند نخستین نمونه و گواه این فرضیه بود.

## نام‌گذاری
رسم نامگذاری تمام سیارک‌های موجود در نقاط L4 و L5 مشتری را؛ در پیروی از قهرمانان معروف در جنگ تروآ، یوهان پالیسای وینی، که برای اولین بار مدار آنها را به دقت محاسبه کرده بود، پیشنهاد کرد. بر این اساس، سیارک‌های گروه L4 از قهرمانان یونانی به نام ("گره یا کمپ یونانی" یا "گروه آشیل")، و سیارک‌های گروهِ نقطهٔ L5 را، از میان نام‌های قهرمانان تروآ ("گره یا کمپ تروجان") نامگذاری کردند. با این حال، و برخلاف این عهد، پاتروکلوس ۶۱۷ پیش از آن که قانونِ یونان/تروآ پذیرفته شود نامگذاری شده‌بود و به این ترتیب یک نام یونانی در گرهِ تروجان پدید آمده است. گرهِ یونانی نیز دارای یک سیارک با نام "نابجاً است، هکتور ۶۲۴، به افتخار یک قهرمان تروجان (تروآ) نام‌گذاری شده است.

## شمارش و اندازه‌ها

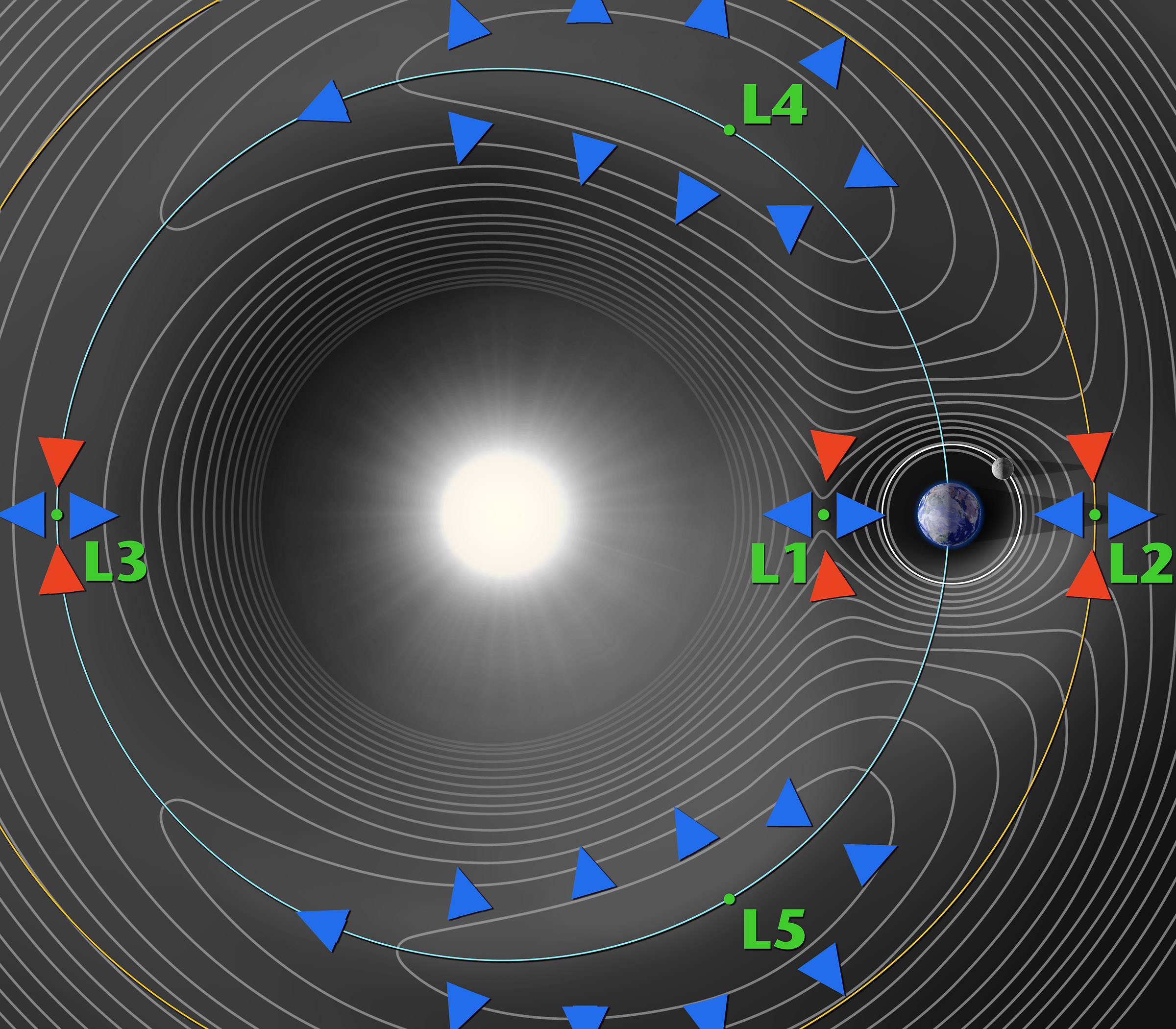
A یک کانتورپتانسیل گرانشی زمین را نشان می‌دهد. ;؛ L4 و L5 به ترتیب در بالا و پایین این سیاره است. نقاط لاگرانژی مشتری به‌طور مشابه در مدار بسیار بزرگتر خود واقع شده‌اند.

برآورد شمار همهٔ تروجان‌های مشتری بر مبنای بررسیِ ژرفِ مناطقِ محدودی از آسمان به دست آمده است. کارشناسان بر این باورند که در انبوهِ L4 بین ۱۶۰–۲۴۰٬۰۰۰ سیارک با قطر بزرگ‌تر از ۲ کیلومتر و نزدیک به ۶۰۰٬۰۰۰ با قطر بزرگتر از ۱ کیلومتر وجود دارد. اگر انبوهی ریزسیاره‌ها در بخش L5 را هم با این معیار بسنجیم، بیش از ۱ میلیون تروجان مشتری با قطر بزرگتر از ۱ کیلومتر یا بزرگتر وجود دارد. برای اشیاء روشن‌تر از قدر مطلق ۹٫۰ جمعیت احتمالاً کامل است. این رقم‌ها با شمار سیارک‌های مشابه در کمربند سیارک‌ها نزدیک است. مجموع جرم تروجان‌های مشتری را در حدود ۰٫۰۰۰۱ جرم زمین، و یک پنجم جرم کمربند سیارک‌ها تخمین زده شده است.
با این حال، دو بررسی اخیر دیگر نشان می‌دهند، که از شمارهای بالا ممکن است تعداد تروجان‌های مشتری را چند برابر بیشتر گرفته شده‌باشند. سبب این بالا گرفته‌شدن می‌تواند؛ (۱) این فرض که همه تروجان مشتری یک بازتاب کم در حدود ۰٫۰۴ ایجاد می‌کنند، در حالی که توده‌های کوچک در واقع ممکن است یک بازتاب متوسط به بالا مثلاً ۰٫۱۲ داشته باشند. (۲) یک فرض نادرست دیگر در مورد توزیع تروجان‌های مشتری در آسمان است. [17] با بر پایهٔ برآوردهای جدید، تعداد کل تروجان‌های مشتری با قطر بزرگ‌تر از ۲ کیلومتر به ترتیب ± ۱٫۰ × ۱۰۴ ۶٫۳ و ۱۰۴ × در L4 و در L5 به ۳٫۴ ± ۰٫۵، است. این اعداد می‌توانند هنوز هم به نصف کاهش یابند اگر تروجان‌های کوچک مشتری منعکس کننده‌تر از آنهایی که بزرگ‌تر هستند باشند.

## مدارها

انیمیشن مدار هکتور ۶۲۴ (آبی)، که در برابر مدار مشتری (بیضی قرمز بیرونی) مقایسه شده

شعاع مدارهای تروجان‌های مشتری بین ۵٫۰۵ و 5.35 AU است (محور نیمه اصلی متوسط ۰٫۱۵ ± 5.2 AU است)، و در سراسر درازای منحنی‌شکل در اطراف دو نقطهٔ لاگرانژی توزیع شده‌اند؛ هر یک از دو گروه برای حدود ۲۶ درجه همراه و در امتداد مدار مشتری گسترش یافته‌اند، که بالغ بر یک فاصله‌ای در حدود 2.5 AU است. عرض هر گروه تقریباً برابر دو شعاع هیل است، که در مورد مشتری مقدار آن تا حدود 0.6 AU می‌رسد. بسیاری از تروجان‌ها مشتری دارای انحراف مداری بزرگی نسبت به انحراف مداری مشتری تا ۴۰ درجه هستند.

## پیدایش و شکل‌گیری
دو نظریهٔ اصلی در مورد توضیح پدید آمدن و تکامل تروجان‌های مشتری مطرح است: اولی توصیه می‌کند که تروجان‌های مشتری در همان بخش از منظومه شمسی مانند خود مشتری شکل گرفته‌اند و زمانی که مشتری در حال شکل‌گیری بود وارد مدار خود شدند. [۹] آخرین مرحله از شکل‌گیریِ مشتری شاملِ رشدِ فرارِ جرم از طریقِ تجمعِ انبوهِ فراوانی از هیدروژن و هلیوم از قرص پیش–سیاره‌ای بود. در طول این رشد، که تنها حدود ۱۰٬۰۰۰ سال به طول انجامید، جرم مشتری به ده برابر افزایش یافته است. خرده‌سیاره‌هایی که حدود مدارشان تقریباً همانند مدار مشتری بود با افزایش گرانش این سیاره گرفتار شدند. مکانیسم جذب این شیارک‌ها بسیار کارآمد بوده؛ حدود ۵۰٪ از تمام سیارات باقی مانده باید به دام افتاده باشند. دو مشکل عمدهٔ این فرضیه: تعداد نهادهای به دام افتاده به بیش از تعداد مشاهده شده از تروجان‌های مشتری با چهار مرتبهٔ بزرگی است، و در حال حاضر سیارک‌های تروجان مشتری دارند تمایلات مداری امروزی آنها بزرگتر از آنچه که توسط مدل‌ها پیش‌بینی می‌شود است[۹] به هر حال، شبیه‌سازی مدلِ این سناریو باید نشان خواهد داد که چنین نحوهٔ تشکیل و ایجاد، تروجان‌های مشابهی را که توسط زحل مهار شده‌باشند، در این صورت باید مشاهده شوند. تا به امروز هیچ تروجانی در نزدیکی زحل یافت نشده است.